# Heinz Neubauer (Heimatforscher)
Heinz Neubauer (* 6. April 1915; † 21. Oktober 1998) war ein deutscher Schul- und Museumsleiter, Heimatforscher und Denkmalpfleger.

## Leben
Unmittelbar nach dem Ende des Zweiten Weltkrieges wurde Heinz Neubauer als kommissarischer Schulleiter in Pockau im mittleren Erzgebirge eingesetzt. Er half beim Neuanfang des Schul- und kulturellen Lebens aktiv mit, wobei sein Anliegen war, den Menschen mit der Kultur Lebensfreude zu vermitteln.
Die Ortsgruppe Pockau des Kulturbundes zur demokratischen Erneuerung Deutschlands wurde auf Initiative von Heinz Neubauer gegründet, ebenso die Kulturgemeinde bzw. die Volksbühne sowie der Pockauer Männerchor. Er spielt selbst in einer Tanz- und in einer Blaskapelle, später betreute er das Jugendblasorchester. Ferner war er als Ortschronist und Denkmalpfleger für Pockau tätig.
Als Denkmalpfleger sind ihm u. a. der Ausbau der Amtsfischerei zum Vereinshaus sowie die Anlage mehrerer Lehrpfade in Pockau und Umgebung zu verdanken. Er leitete das Museum Schau-Ölmühle Pockau.
An der Organisation der 650-Jahr-Feier von Pockau hatte er maßgeblichen Anteil und regte die Leinölfeste im Mühlenviertel der Gemeinde an, an denen er sich als Müller ehrenhalber betätigte.

## Schriften (Auswahl)
- 650 Jahre Pockau. Eine Festschrift, Olbernhau, Fiedler, 1957
- Ein Gang auf dem „Historischen Lehrpfad“ in Pockau, in: Unsere Heimat, Marienberg, 14 (1970), Heft 6, S. 8–10
- (mit Werner Ziegner): Zur Entwicklung des Schulwesens in Pockau, In: Unsere Heimat, Marienberg, 21 (1977), Heft 7, S. 110–112
- (mit Georg Klotz): Ölmühle Pockau, Kreis Marienberg. Technisches Denkmal der Nahrungsgüterwirtschaft, Pockau, Rat der Gemeinde, 1984
- Die Amtsfischerei von 1653 in Pockau. Baudenkmal und Vereinshaus. In: Mitteilungen [...] des Landesvereins Sächsischer Heimatschutz e.V., Dresden, Landesverein Sächsischer Heimatschutz, 1992, S. 62–63
- Das Leinölfest in Pockau. In: Volksfeste in Sachsen, Dresden 1994, S. 60–65

## Auszeichnungen
- 1990 Mühlenpreis der Deutschen Gesellschaft für Mühlenkunde und Mühlenerhaltung in der Bundesrepublik
- 1994 Ehrenbürger der Gemeinde Pockau
- 1994 Medaille „Für besondere Aktivitäten bei der Entwicklung des Tourismus“ durch das Sächsische Staatsministerium für Wirtschaft und Arbeit